# 小若麗魚
小若麗魚（学名：Pseudotropheus minutus）為輻鰭魚綱鱸形目隆頭魚亞目慈鯛科的其中一種，分布於非洲馬拉威湖流域，棲息深度2-10公尺，體長可達6.6公分，棲息在岩石底質水域，生活習性不明，可作為觀賞魚。
其种加词“minutus”意为“微小的”。